# István Rácz
István Rácz (ur. 23 stycznia 1980 w Budapeszcie) – węgierski kierowca wyścigowy.

## Biografia
Karierę rozpoczął w 1989 roku od startów gokartami pod kierownictwem Jánosa Kesjára. W 1995 został mistrzem krajowej kategorii Junior A, a rok później zajął drugie miejsce w klasie Intercontinental A. W 1998 roku zadebiutował w Węgierskiej Formule 2000, zostając wówczas wicemistrzem serii. W latach 1999–2000 zdobył mistrzostwo Formuły 2000. W sezonie 2001 rozpoczął starty Porsche 993, zdobywając wówczas mistrzostwo Węgier w klasie F+2500. Zadebiutował wówczas również w serii Porsche Supercup, zajmując trzynaste miejsce na torze Hungaroring. W 2002 roku został mistrzem Węgier w klasie F-4000 oraz grupie H+F. W latach 2004–2006 uczestniczył w mistrzostwach Węgier, Słowacji oraz w serii FIA GT. W sezonie 2008 został sklasyfikowany na piątym miejscu w serii 24H Series Toyo Tires, był wówczas także wicemistrzem Węgier w grupie F. W latach 2009–2010 zajmował drugie miejsce w wyścigu 12h Hungaroringu, a w latach 2010–2011 wygrał kategorię w 24h Dubaju. W roku 2011 zajął ponadto drugie miejsce w wyścigu 24h Barcelony.

## Wyniki
| Legenda oznaczeń w tabelach wyników Wyświetl szablon na nowej stronie | Legenda oznaczeń w tabelach wyników Wyświetl szablon na nowej stronie                                                                     |
| Oznaczenie                                                            | Wyjaśnienie |
| --------------------------------------------------------------------- | --- |
| Złoty                                                                 | Zwycięzca lub mistrzostwo |
| Srebrny                                                               | 2. miejsce lub wicemistrzostwo |
| Brązowy                                                               | 3. miejsce lub II wicemistrzostwo |
| Zielony                                                               | Ukończył, punktował (w klasyfikacji generalnej, gdy zdobył co najmniej jeden punkt na przestrzeni sezonu, poza trzema powyższymi opcjami) |
| Niebieski                                                             | Ukończył, nie punktował (w klasyfikacji generalnej, gdy nie zdobył co najmniej jednego punktu na przestrzeni sezonu)                      |
| Czerwony                                                              | Nie zakwalifikował się (NZ) |
| Czerwony                                                              | Nie prekwalifikował się (NPK) |
| Różowy                                                                | Nie ukończył (NU) |
| Różowy                                                                | Niesklasyfikowany (NS) (w klasyfikacji generalnej, gdy nie został sklasyfikowany w żadnym wyścigu sezonu)                                 |
| Czarny                                                                | Zdyskwalifikowany (DK) |
| Czarny                                                                | Wykluczony (WYK/EX) |
| Biały                                                                 | Nie wystartował (NW) |
| Biały                                                                 | Kontuzjowany (K/INJ) |
| Biały                                                                 | Wyścig odwołany (OD/C) |
| Bez koloru                                                            | Został wycofany (WYC/WD) |
| Bez koloru                                                            | Nie przybył (NP/DNA) |
| Bez koloru                                                            | Nie brał udziału w treningach (NT/DNP) |
| Bez koloru                                                            | Nie został zgłoszony (–) |
| Pogrubienie                                                           | Start z pole position |
| Kursywa                                                               | Najszybsze okrążenie wyścigu |
| †                                                                     | Nie ukończył, ale jego rezultat został zaliczony ze względu na przejechanie więcej niż 90% dystansu wyścigu.                              |
| *                                                                     | Sezon w trakcie |
| 1/2/3                                                                 | Punktowana pozycja w sprincie kwalifikacyjnym                                                                                             |
| Lista systemów punktacji Formuły 1                                    | |

### Porsche Supercup
| Rok  | Zespół              | Samochód        | Wyniki w poszczególnych eliminacjach | Wyniki w poszczególnych eliminacjach | Wyniki w poszczególnych eliminacjach | Wyniki w poszczególnych eliminacjach | Wyniki w poszczególnych eliminacjach | Wyniki w poszczególnych eliminacjach | Wyniki w poszczególnych eliminacjach | Wyniki w poszczególnych eliminacjach | Wyniki w poszczególnych eliminacjach | Wyniki w poszczególnych eliminacjach | Wyniki w poszczególnych eliminacjach | Wyniki w poszczególnych eliminacjach | Pkt. | Msc. |
| ---- | ------------------- | --------------- | ------------------------------------ | ------------------------------------ | ------------------------------------ | ------------------------------------ | ------------------------------------ | ------------------------------------ | ------------------------------------ | ------------------------------------ | ------------------------------------ | ------------------------------------ | ------------------------------------ | ------------------------------------ | ---- | ---- |
| 2001 |                     |                 | Włochy                               | Hiszpania                            | Austria                              | Monako                               | Niemcy                               | Wielka Brytania                      | Niemcy                               | Węgry                                | Belgia                               | Włochy                               | Stany Zjednoczone                    | Stany Zjednoczone                    | 0    | NS   |
| 2001 | BOVI Motorsport     | Porsche 911 GT3 | -                                    | -                                    | -                                    | -                                    | -                                    | -                                    | -                                    | 13                                   | -                                    | -                                    | -                                    | -                                    | 0    | NS   |
| 2002 |                     |                 | Włochy                               | Hiszpania                            | Austria                              | Monako                               | Niemcy                               | Wielka Brytania                      | Niemcy                               | Węgry                                | Belgia                               | Włochy                               | Stany Zjednoczone                    | Stany Zjednoczone                    | 33   | 16   |
| 2002 | BOVI Motorsport     | Porsche 911 GT3 | 9                                    | NU                                   | NU                                   | NU                                   | NU                                   | -                                    | 11                                   | 13                                   | 12                                   | 11                                   | -                                    | -                                    | 33   | 16   |
| 2003 |                     |                 | Włochy                               | Hiszpania                            | Austria                              | Monako                               | Niemcy                               | Francja                              | Wielka Brytania                      | Niemcy                               | Węgry                                | Włochy                               | Stany Zjednoczone                    | Stany Zjednoczone                    | 0    | NS   |
| 2003 | Porsche AG VIP Team | Porsche 911 GT3 | -                                    | -                                    | -                                    | -                                    | -                                    | -                                    | -                                    | -                                    | 8                                    | -                                    | -                                    | -                                    | 0    | NS   |

### Węgierska Formuła 2000
| Rok  | Zespół           | Samochód      | Silnik  | Wyniki w poszczególnych eliminacjach | Wyniki w poszczególnych eliminacjach | Wyniki w poszczególnych eliminacjach | Wyniki w poszczególnych eliminacjach | Wyniki w poszczególnych eliminacjach | Wyniki w poszczególnych eliminacjach | Wyniki w poszczególnych eliminacjach | Wyniki w poszczególnych eliminacjach | Wyniki w poszczególnych eliminacjach | Wyniki w poszczególnych eliminacjach | Wyniki w poszczególnych eliminacjach | Wyniki w poszczególnych eliminacjach | Pkt. | Msc. |
| ---- | ---------------- | ------------- | ------- | ------------------------------------ | ------------------------------------ | ------------------------------------ | ------------------------------------ | ------------------------------------ | ------------------------------------ | ------------------------------------ | ------------------------------------ | ------------------------------------ | ------------------------------------ | ------------------------------------ | ------------------------------------ | ---- | ---- |
| 1998 |                  |               |         | Węgry                                | Węgry                                | Węgry                                | Węgry                                | Węgry                                | Węgry                                | Węgry                                | Węgry                                |                                      |                                      |                                      |                                      | 13   | 2    |
| 1998 | Quaestormási MSE | Reynard FOL   | Opel    | NU                                   | -                                    | -                                    | 3                                    | -                                    | -                                    | -                                    | 1                                    |                                      |                                      |                                      |                                      | 13   | 2    |
| 1999 |                  |               |         | Węgry                                | Węgry                                | Węgry                                | Węgry                                | Węgry                                | Węgry                                | Węgry                                |                                      |                                      |                                      |                                      |                                      | 33   | 1    |
| 1999 | Quaestormási MSE | Reynard FOL   | Opel    | 1                                    | -                                    | -                                    | -                                    | 1                                    | 1                                    | 1                                    |                                      |                                      |                                      |                                      |                                      | 33   | 1    |
| 2000 |                  |               |         | Węgry                                | Węgry                                | Węgry                                | Węgry                                | Węgry                                | Węgry                                | Chorwacja                            | Węgry                                | Węgry                                |                                      |                                      |                                      | 40,5 | 1    |
| 2000 | Quaestormási MSE | Reynard FOL   | Opel    | 1                                    | 1                                    | 1                                    | -                                    | 1                                    | 1                                    | -                                    | 1                                    | 1                                    |                                      |                                      |                                      | 40,5 | 1    |
| 2008 |                  |               |         | Węgry                                | Węgry                                | Węgry                                | Węgry                                | Węgry                                | Węgry                                | Węgry                                | Węgry                                | Węgry                                | Węgry                                | Węgry                                | Węgry                                | 15   | 11   |
| 2008 | BOVI Motorsport  | Tatuus FR2000 | Renault | NU                                   | 4                                    | 5                                    | 3                                    | -                                    | -                                    | -                                    | -                                    | -                                    | -                                    | -                                    | -                                    | 15   | 11   |

### Węgierska Formuła Renault
| Rok  | Zespół          | Samochód      | Silnik  | Wyniki w poszczególnych eliminacjach | Wyniki w poszczególnych eliminacjach | Wyniki w poszczególnych eliminacjach | Wyniki w poszczególnych eliminacjach | Wyniki w poszczególnych eliminacjach | Wyniki w poszczególnych eliminacjach | Wyniki w poszczególnych eliminacjach | Wyniki w poszczególnych eliminacjach | Wyniki w poszczególnych eliminacjach | Wyniki w poszczególnych eliminacjach | Wyniki w poszczególnych eliminacjach | Wyniki w poszczególnych eliminacjach | Pkt. | Msc. |
| ---- | --------------- | ------------- | ------- | ------------------------------------ | ------------------------------------ | ------------------------------------ | ------------------------------------ | ------------------------------------ | ------------------------------------ | ------------------------------------ | ------------------------------------ | ------------------------------------ | ------------------------------------ | ------------------------------------ | ------------------------------------ | ---- | ---- |
| 2008 |                 |               |         | Węgry                                | Węgry                                | Węgry                                | Węgry                                | Węgry                                | Węgry                                | Węgry                                | Węgry                                | Węgry                                | Węgry                                | Węgry                                | Węgry                                | 22   | 6    |
| 2008 | BOVI Motorsport | Tatuus FR2000 | Renault | NU                                   | 2                                    | 3                                    | 2                                    | -                                    | -                                    | -                                    | -                                    | -                                    | -                                    | -                                    | -                                    | 22   | 6    |

### Północnoeuropejski Puchar Formuły Renault 2.0
| Rok  | Zespół         | Samochód      | Silnik  | Wyniki w poszczególnych eliminacjach | Wyniki w poszczególnych eliminacjach | Wyniki w poszczególnych eliminacjach | Wyniki w poszczególnych eliminacjach | Wyniki w poszczególnych eliminacjach | Wyniki w poszczególnych eliminacjach | Wyniki w poszczególnych eliminacjach | Wyniki w poszczególnych eliminacjach | Wyniki w poszczególnych eliminacjach | Wyniki w poszczególnych eliminacjach | Wyniki w poszczególnych eliminacjach | Wyniki w poszczególnych eliminacjach | Wyniki w poszczególnych eliminacjach | Wyniki w poszczególnych eliminacjach | Wyniki w poszczególnych eliminacjach | Wyniki w poszczególnych eliminacjach | Wyniki w poszczególnych eliminacjach | Wyniki w poszczególnych eliminacjach | Wyniki w poszczególnych eliminacjach | Pkt. | Msc. |
| ---- | -------------- | ------------- | ------- | ------------------------------------ | ------------------------------------ | ------------------------------------ | ------------------------------------ | ------------------------------------ | ------------------------------------ | ------------------------------------ | ------------------------------------ | ------------------------------------ | ------------------------------------ | ------------------------------------ | ------------------------------------ | ------------------------------------ | ------------------------------------ | ------------------------------------ | ------------------------------------ | ------------------------------------ | ------------------------------------ | ------------------------------------ | ---- | ---- |
| 2010 |                |               |         | Niemcy                               | Niemcy                               | Czechy                               | Czechy                               | Holandia                             | Holandia                             | Niemcy                               | Niemcy                               | Niemcy                               | Holandia                             | Holandia                             | Czechy                               | Czechy                               | Czechy                               | Belgia                               | Belgia                               | Belgia                               | Niemcy                               | Niemcy                               | 36   | 16   |
| 2010 | ACS Motorsport | Tatuus FR2000 | Renault | -                                    | -                                    | -                                    | -                                    | -                                    | -                                    | -                                    | -                                    | -                                    | -                                    | -                                    | -                                    | -                                    | -                                    | 20                                   | 20                                   | 21                                   | -                                    | -                                    | 36   | 16   |